# Улу-Юл
Улу-Юл — посёлок в Первомайском районе Томской области России. Административный центр Улу-Юльского сельского поселения. Население 1280 чел. (2021) .

## География
Находится на востоке региона, в таёжной зоне, на левом берегу реки Улуюл (приток реки Чулым), в 95 км от районного центра — села Первомайское.
Уличная сеть:
- Переулки: Зелёный, Молодёжный, Терешковой
- Улицы: 50 лет Октября; Гагарина, Гаражная, Железнодорожная, Комарова, Крайняя, Пролетарская, Садовая, Советская, Энтузиастов, Юбилейная

## История
В соответствии с Законом Томской области от 10 сентября 2004 года № 204-ОЗ посёлок возглавил Улу-Юльское сельское поселение.

## Население
| 2002 | 2010  | 2012  | 2013  | 2014  | 2015  | 2021  |
| ---- | ----- | ----- | ----- | ----- | ----- | ----- |
| 1369 | ↗1432 | ↘1410 | →1410 | ↘1385 | ↘1343 | ↘1280 |

## Инфраструктура
Путевое хозяйство. Станция Улу-Юл, РЖД депо и ЖД вокзал.
МАУ «ЦКС» филиал № 15 Улу-Юльский ЦДК, Улу-Юльская библиотека.
МАОУ «Улу-Юл СОШ», МБДОУ «Улу-Юльский детский сад общеразвивающего вида».
Улу-Юльская врачебная амбулатория.
Отделение почты России.
Лесозаготовка и лесопиление.

## Транспорт
Автомобильный и железнодорожный транспорт.
Проходит железнодорожная линия Томск — Белый Яр.
Просёлочные дороги. Автодорога Первомайское — Улу-Юл — Белый Яр (69К-11).